# Rhagastis diehli
Rhagastis diehli là một loài bướm đêm thuộc họ Sphingidae. Nó được tìm thấy ở Sumatra.